# Wiener Kanalisation

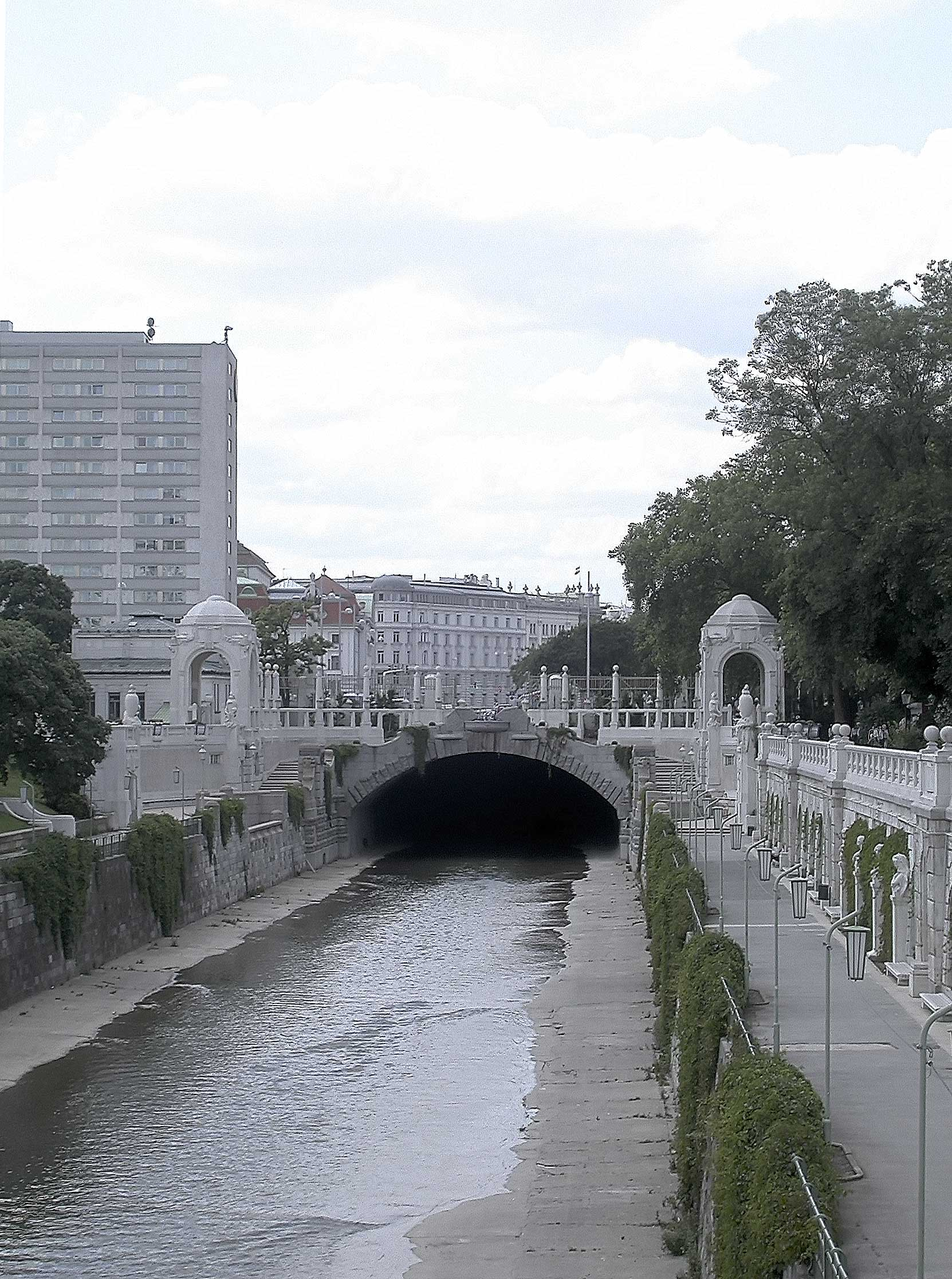
Der Wienfluss, hier im Stadtpark, wird auf beiden Seiten von Sammelkanälen begleitet und ca. 30 m unter ihm liegt der Wiental-Kanal.

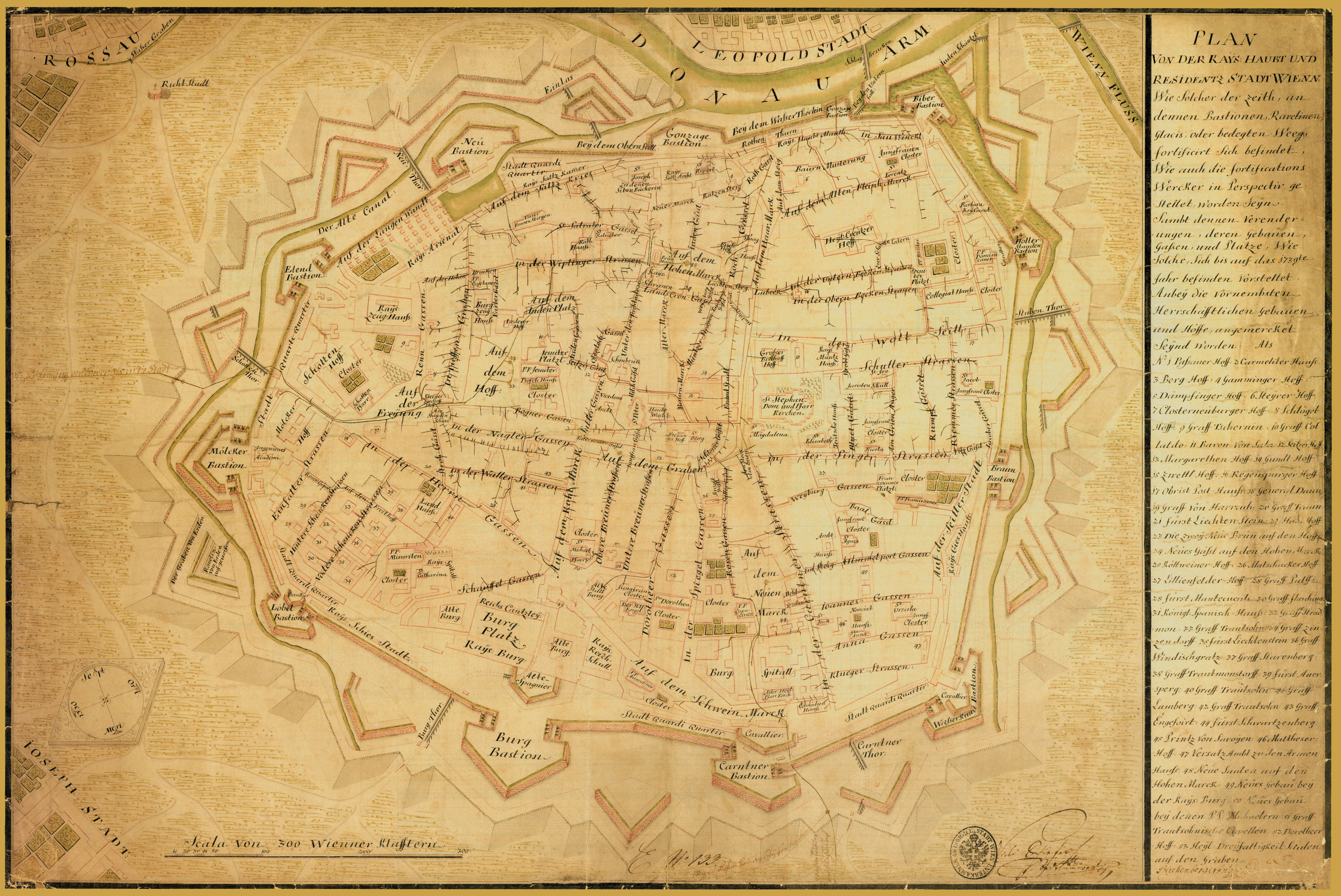
Kanalisation der Stadt Wien 1739

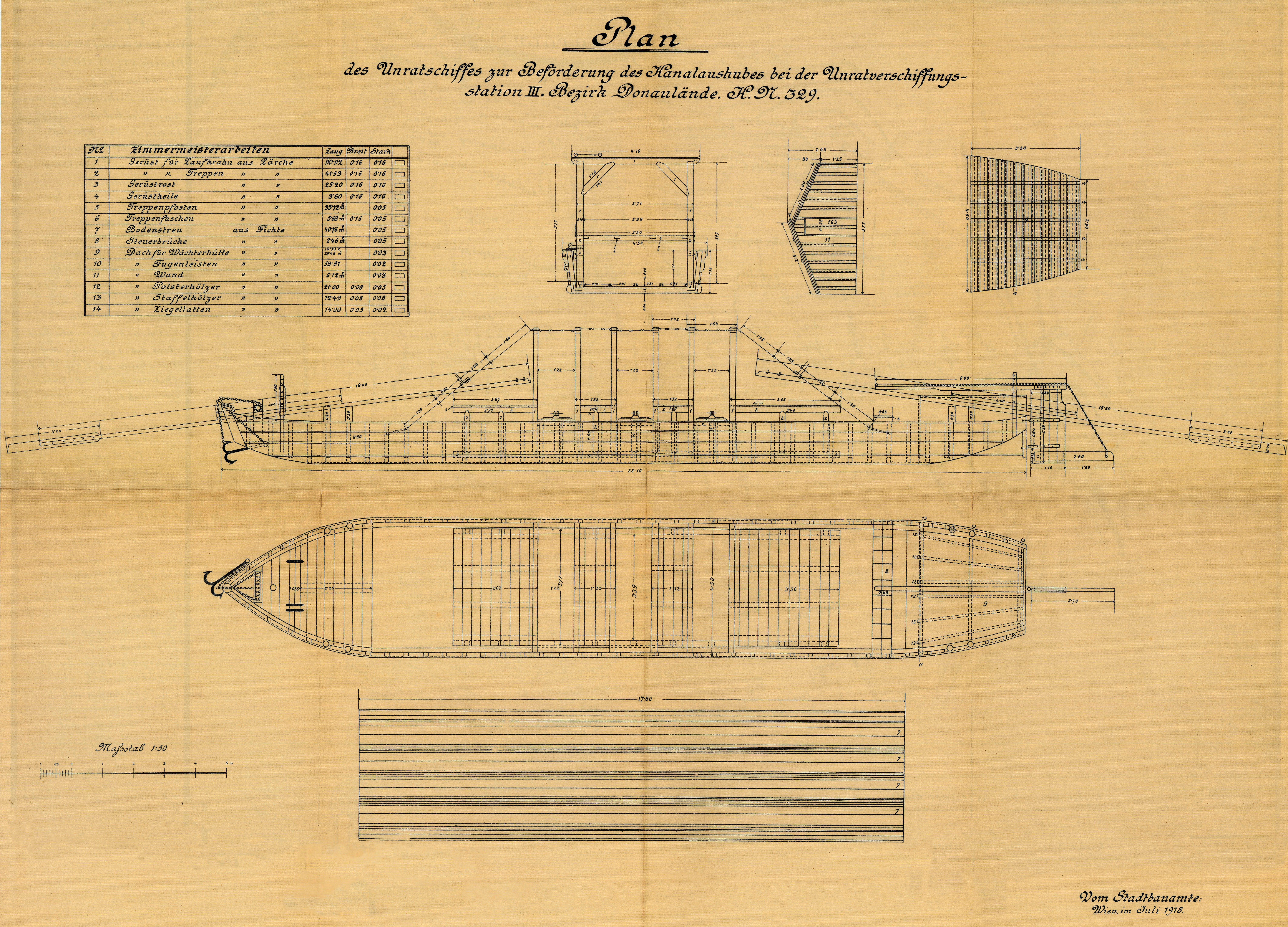
Unratschiff für den Kanalaushub 1918

Die Wiener Kanalisation umfasst ein rund 2.500 km langes Kanalnetz, welches sämtliche Abwässer Wiens zur Hauptkläranlage der Entsorgungsbetriebe Simmering, dem tiefstgelegenen Punkt Wiens, weiterleitet. Dies sind jährlich rund 220 Millionen m³. Das Netz der Hauskanäle ist 6.300 km lang. Rund 400 der 700 Mitarbeiter der früheren Magistratsabteilung 30, die seit 2009 als Magistratsunternehmung Stadt Wien – Wien Kanal firmiert, sind für die Instandhaltung, Räumung und Kontrolle des Kanalisationssystems zuständig.
Zum Betriebsbereich gehören unter anderem einige Betriebsaußenstellen für verschiedene Bereiche Wiens sowie für die Hauptsammelkanäle; die Bereiche Chemie mit Prüf- und Behördenaufgaben samt Labor; Fuhrpark und Werkstätten mit Spezialisten für Sonderfahrzeuge wie z. B. Kanal-TV; Pumpwerke und Sonderanlagen inkl. deren komplette Steuerung über das PW-LDS auf der Donauinsel; dazu die Overhead-Aufgaben wie Steuerung, Vertragswesen, Verrechnung etc. in der Zentrale.

## Geschichte
1739 war Wien als erste Stadt Europas erstmals vollständig kanalisiert. Dennoch kam es immer wieder zu Seuchen, denn die Bewohner der Vorstädte leiteten ihre Abfälle und Abwässer in die Wienerwaldbäche, welche allerdings auch zum Waschen benutzt wurden, und Brunnen förderten das verschmutzte Grundwasser als Trinkwasser zu Tage.
Nachdem bei einer Cholera-Epidemie zwischen 1830 und Dezember 1831 rund 2.000 Menschen starben, wurden nach und nach alle wichtigen Bäche der Stadt eingewölbt und in Bachkanäle umgewandelt. Mit den beiden parallel zum Wienfluss verlaufenden Sammelkanälen wurden die ersten großen Abwasserkanäle errichtet, welche in die Donau mündeten. Dennoch kam es immer noch regelmäßig zu Todesfällen durch verunreinigtes Wasser, nicht zuletzt deshalb, weil bei Regenfällen Wasser aus den Kanälen in den Wienfluss überlief, welcher selber immer wieder für Überflutungen sorgte und auf jeden Fall das Grundwasser belastete. Vor allem seit 1873, als die Stadt erstmals eine flächendeckende Wasserversorgung durch die I. Wiener Hochquellenwasserleitung bekam, nahm die Abwassermenge mit fortschreitendem Anschluss der Wiener Haushalte an das Trinkwasser- und Abwassersystem rasant zu. Da dies neben hygienischen Problemen, vor allem bei Hochwasser, auch eine enorme Geruchsbelästigung bedeutete, wurden rasch Maßnahmen erforderlich.
Zwischen 1893 und 1894 wurde daher der linke Hauptsammelkanal am nördlichen Ufer des Donaukanals errichtet, zwischen 1894 und 1904 der wesentlich größere rechte Hauptsammelkanal am südlichen Ufer des Donaukanals, und ab 1895 wurde der Wienfluss reguliert. Im Zuge dieser Bauarbeiten, an denen rund 5.000 Menschen Arbeit fanden, wurden parallel zum Fluss einerseits die Wiener Stadtbahn errichtet und andererseits die beiden Wienflusssammelkanäle ausgebaut, welche in den Rechten Sammelkanal münden. Bei starken Regenfällen ist ein Überlaufen der beiden Wienflusssammelkanäle durch zahlreiche Überlaufrinnen in die Wien auch heutzutage noch möglich, allerdings wird aktuell eine Entlastungsrinne geplant, welche dieses Problem lösen soll.

## Lease
Im Jahr 2002 vermietete Wien das Nutzungsrecht der Kanalisation im 21. und 22. Bezirk für 99 Jahre an einen US-Investor (Cross-Border-Leasing). Dafür erhielt die Stadt im Voraus den Mietzins in Höhe von etwa 500 Millionen US-Dollar. Gleichzeitig schloss die Stadt Wien mit diesem Investor einen Untermietvertrag für die Dauer von 35 Jahren ab und mietet damit dieses Nutzungsrecht wieder zurück. Hierfür wird jährlich ein um mehrere Prozent geringerer Betrag als die Miete des Investors bezahlt, da der Investor einen Teil seiner Steuerersparnis vertragsgemäß der Stadt Wien überlässt. Auch eine Investitionsförderung durch den amerikanischen Staat wird untereinander aufgeteilt. Nach 35 Jahren kauft die Stadt laut Vertrag durch Rückzahlung der Miete der verbleibenden 64 Jahre die Kanalisation zurück. Beide Seiten profitieren durch Ausnutzung des US-amerikanischen Steuerrechts in Höhe von 4,5 bis 7 Prozent des eingesetzten Kapitals. Mit dem im Voraus erhaltenen Mietvorschuss kann sich die Stadt Investitionen – etwa im Kanalnetz – finanzieren. 
Sämtliche mögliche Risiken und Einnahmeausfälle während der 35-jährigen Vertragsdauer, wie etwa Änderungen des US-Steuerrechts, die solche Verträge verbieten würden, trägt jedoch die Stadt Wien. Das ruft ebenso Kritik von Teilen der Opposition hervor wie die Tatsache, dass der Vertrag rund 1500 Seiten stark ist, komplett auf Englisch verfasst ist, nicht in Österreich aufbewahrt werden darf und an die Rechtslage des Staates New York gebunden ist.

## Die sechs Sammelkanäle

„Situation der Hauptsammelcanäle beiderseits des Donau-Canales“

Fünf Sammelkanäle sammeln das Wasser sämtlicher Mischwasserkanäle und Bäche in Wien und leiten diese zum größten Teil in die Hauptkläranlage in Simmering. Einzig der Liesingtal-Sammelkanal leitet einen großen Teil seines gesammelten Abwassers in die Kläranlage Blumental. Bei Regenfällen kommt es rasch zur Überfüllung der Sammelkanäle und überschüssiges Mischwasser wird durch Überleitungen in den Wienfluss, den Donaukanal oder in die Donau geleitet. Auch bei Räumungs/Reinigungsarbeiten muss das Wasser der meisten Kanäle mehrmals im Jahr übergeleitet werden, wodurch jährlich durchschnittlich über 3,5 Millionen kg BSB5, rund 11 Millionen m³ Abwässer, in die Umwelt gelangen. Dies soll durch verschiedene Maßnahmen in den nächsten Jahren auf ein Minimum reduziert werden.

### Die Wienflusssammelkanäle
Die beiden Wienflusssammelkanäle, der linke verläuft entlang des nördlichen Wienfluss-Ufers, der rechte entlang des südlichen, besitzen ein Einzugsgebiet von 5.800 Hektar, wovon 2.500 Hektar undurchlässige Fläche (Straßen, Gebäude, Plätze) sind, und fließen von West nach Nordost. Bereits bei geringen Regenmengen floss bis ca. 2005 über 63 Regenüberläufe Mischwasser in den Wienfluss. Die ausgeleitete Jahresschmutzfracht betrug durchschnittlich 940.000 kg BSB5. Der Bau des Entlastungskanals unter dem Flussbett, des Wiental Kanals, sanierte diesen Zustand.
Der linke Wienflusssammler hat bis zur Stadtgrenze eine Länge von ca. 15 km und mündet bei der Stubenbrücke in den rechten Wienflusssammler. Dieser wiederum beginnt beim Lainzer Tiergarten, weist eine Länge von 12,5 km auf, und mündet in den rechten Hauptsammelkanal. Die Profilgrößen für beide Sammler weisen am oberen Ende 0,80/1,20 m, und 1,90/2,50 m bei der Mündung in den rechten Hauptsammelkanal auf. Wegen des starken Gefälles sind abgesehen von der Räumung der Schotterfänge nur selten ablagerungsbedingte Räumungsmaßnahmen erforderlich.
Da die beiden Kanäle nach einer Choleraepidemie 1830 errichtet wurden, haben sie auch den Beinamen Cholerakanäle.

### Linker Hauptsammelkanal
Der Linke Hauptsammelkanal verläuft entlang der Nordseite des Donaukanals und besitzt ein Einzugsgebiet von rund 1.050 Hektar, wovon 600 Hektar undurchlässige Flächen sind. Er entwässert die Bezirke 2 und 20 und ist 9,9 km lang. Die Profilgrößen betragen im oberen Bereich 1,50/2,00 m, und im unteren bis zur Ostbahnbrücke 2,20–2,45/1,90 m. Von dort verläuft der linke Hauptsammler durch ein sogenanntes Zwillingsprofil, also zwei Röhren, mit einem Durchmesser von je 2,55 m bis zum Hochwasserpumpwerk bzw. Donaukanaldüker. Von dort wird das Abwasser unter dem Donaukanal hindurch in den rechten Hauptsammler gepumpt. Bei Regenwetter werden über die Regenüberläufe nicht weiterleitbare Mischwässer in den Donaukanal geleitet. Wegen des geringen Gefälles kommt es zu Ablagerungen auf der Kanalsohle. An durchschnittlich 40 Tagen im Jahr kommt es daher auf Grund von Räumungsarbeiten zu Ausleitungen von 60 % bis 100 % des Trockenwetterabflusses (=Gebäudeabwässer) an unterschiedlichen Stellen. Insgesamt belasten damit pro Jahr ca. 1,9 Millionen m³ Abwässer mit ca. 604.000 kg BSB5 den Donaukanal. Durch die Koppelung des linken mit dem rechten Hauptsammler sollen diese künftig verringert werden.

### Rechter Hauptsammelkanal
Der Rechte Hauptsammelkanal verläuft auf der Südseite entlang des Donaukanals von West nach Ost auf 16,6 km Länge. Am oberen Ende am Schreiberbach in Döbling misst der Kanal 1,10/1,65 m, am unteren Ende an der Hauptkläranlage misst er 5,00/4,20 m. Er entwässert die Bezirke 1, 3, 9, 11 und 19. Sein Gesamteinzugsgebiet umfasst rund 13.000 Hektar mit einem Anteil von 5.300 Hektar undurchlässiger Flächen. Insgesamt 18 Wienerwaldbäche entwässern, teils mittels der beidseitigen Wienflusssammelkanäle, in den Rechten Hauptsammelkanal. 14 Sammelkanäle münden ebenfalls in diesen, wobei an den Einlaufstellen Regenüberläufe für die Mischwasserentlastungsrinne situiert sind.
Wegen des geringen Gefälles muss der Kanal laufend von Ablagerungen am Grund gesäubert werden. An durchschnittlich 70 Tagen im Jahr werden aufgrund des Regens 60 % bis 100 % des Trockenwetterabflusses über die Regenüberläufe in den Donaukanal geleitet. Dadurch wird dieser mit durchschnittlich 4,2 Millionen m³ Abwasser bzw. 1,8 Millionen kg BSB5 belastet. Durch die Verbindung des linken mit dem rechten Hauptsammelkanals sollen diese Ausleitungen künftig vermieden werden können.

### Linker Donausammelkanal
Das Gesamteinzugsgebiet des linken Donausammelkanals beträgt 4.054 Hektar, wovon 1.200 Hektar undurchlässige Flächen sind. Er verläuft entlang des nördlichen Donauufers auf einer Länge von 11 km. Die Profilgrößen der Zwillingsprofile betragen je 2,14/2,40 m bis 5,30/3,10 m. Im Normalfall ist nur die linke Röhre beflossen, erst bei Abflüssen von mehr als 3 m³/s erfolgt über Umschwellbauwerke die Inbetriebnahme der rechten Profilhälfte. Der linke Donausammelkanal, welcher die an Einwohnerzahl stetig wachsenden Bezirke 21 und 22 entwässert, wurde für die Abfuhr einer maximalen Mischwasserabflussmenge von 63 m³/s konzipiert.
Am Ende des Linken Donausammelkanals befindet sich ein Absturzbauwerk zum Düker unter der Neuen Donau. Für jede der beiden Profilröhren sind zwei Absturzschächte vorhanden, von denen der erste Schacht zum Schmutzwasserdüker und weiter zum Schmutzwasserpumpwerk auf die Donauinsel führt. Von dort wird wiederum der Schmutzwasserabfluss kontinuierlich über den Donau-Düker zur Hauptkläranlage befördert.
Bei einer Belastung des Kläranlagenzulaufes durch Mischwasserzuflüsse aus dem übrigen Kanalnetz wird die Leistung des Schmutzwasserpumpwerkes gedrosselt und ein Staubetrieb im Linken Donausammelkanal eingeleitet. Nach der Füllung der Zulaufkanäle beginnt das Regenwasserpumpwerk, die ankommenden Mischwassermengen in die Donau zu heben.

### Liesingtal-Sammelkanal
Das Gesamteinzugsgebiet des Liesingtal-Sammelkanals beträgt ca. 4.240 Hektar mit einem Anteil von 970 Hektar undurchlässiger Fläche, wovon rund 3.500 Hektar im Trennsystem entsorgen, d. h. Regenwasser wird separat geführt, und kann daher direkt in den Liesingbach geleitet werden. Der Liesingtal-Sammelkanal ist 20,5 km lang und weist Profilgrößen von 0,70/1,05 m bis 2,80/2,30 m auf. Bis auf die flussabwärts der Kläranlage Blumental gelegenen Gebiete, welche schon vorher in die Hauptkläranlage in Simmering entwässerten, wurden bis 2005 die Abwässer der Kläranlage Blumental zugeführt. 2005 wurde diese Vorgangsweise eingestellt, weil sie den Liesingbach, der in der Regel nur wenig Wasser führt, zu stark belastete. Seither werden auch diese Abwässer über den Liesingtal Kanal direkt zur Hauptkläranlage Simmering geleitet. Die ehemaligen Klärbecken der Anlage Blumental dienen nun als Hochwasserauffangbecken, welche 20 Millionen Liter Wasser aufnehmen können und mit 3000 Litern pro Sekunde befüllt werden können. Das entlastet die Hauptkläranlage bei Hochwasser.

### Wiental-Kanal
Der Wiental-Kanal mit einer Länge von 3,5 Kilometern wurde in ungefähr 30 Metern Tiefe unterhalb des Wienflusses zwischen Urania und Ernst-Arnold-Park errichtet. Seine Hauptaufgabe besteht in der Aufnahme des Mischwassers (Regenwasser plus Abwasser), das bei starken Regenfällen bisher ungeklärt über den Wienfluss in den Donaukanal und weiter in die Donau floss.
Mit einem Fassungsvermögen von rund 110.000 Kubikmetern dient er als Rückhaltebecken, das je nach den freien Kapazitäten der Hauptkläranlage in Simmering dorthin über den Rechten Hauptsammelkanal RHSK entleert wird.

## Bachkanäle

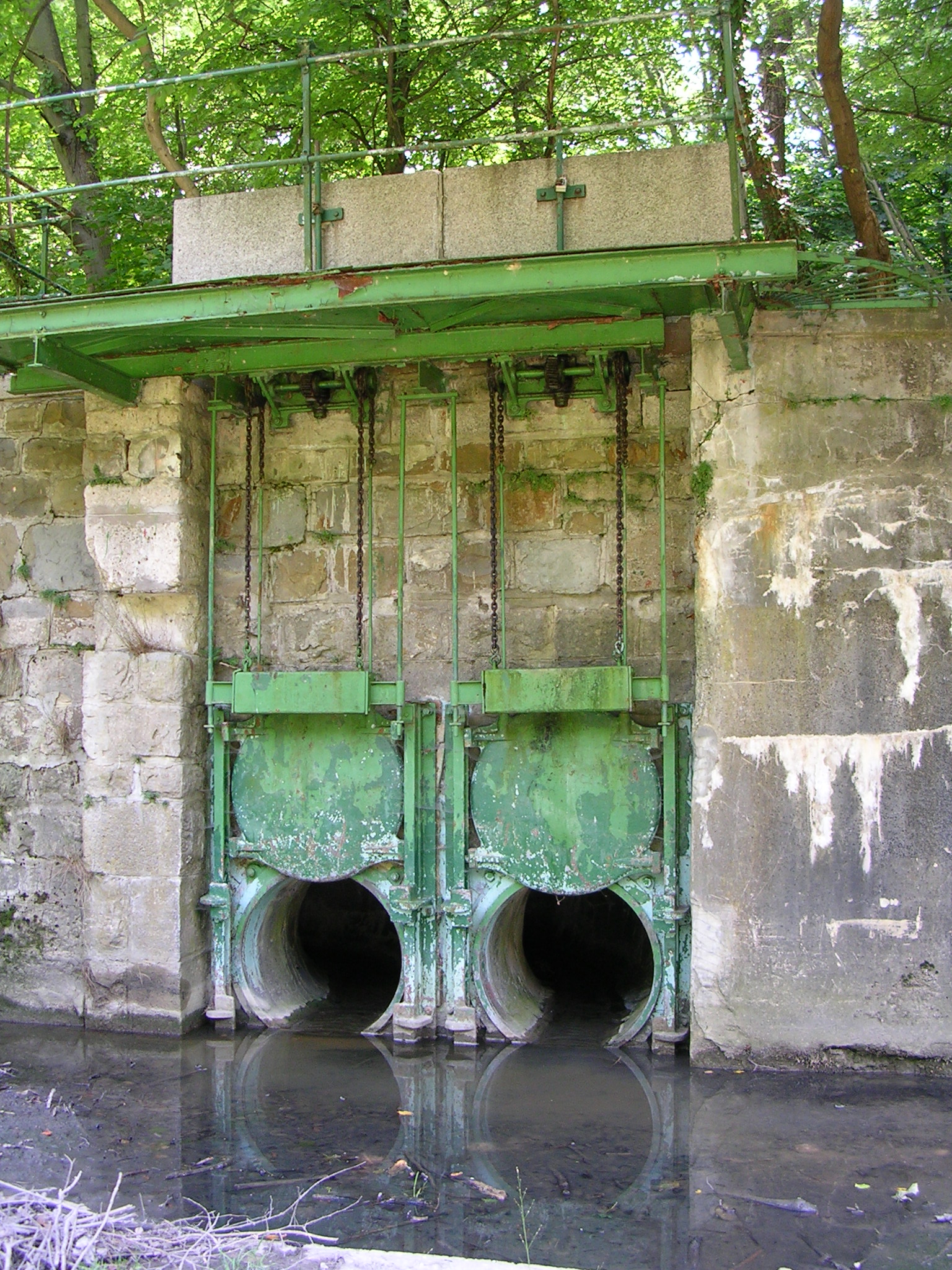
Einlaufbauwerk zum Bachkanal der Als an der Mündung Als/Parkbach

Im heutigen Wien spielen Bachkanäle eine wichtige Rolle zur Abwasserbeseitigung. Schon das römische Heerlager Vindobona nutzte Bäche zur Abwasserentsorgung, die wahrscheinlich rasch verbaut wurden. Bereits im ersten Drittel des 18. Jahrhunderts war das Stadtgebiet Wiens nahezu zur Gänze kanalisiert. Die Vororte und Vorstädte nutzten jedoch die angrenzenden Bäche und Wasserläufe zur Ableitung von Unrat und Fäkalien. Durch die immer größere Bebauungsdichte und die Nutzung des Quellwassers als Trink- und Nutzwasser konnten die Wasserläufe die wachsenden Fäkalmengen nicht mehr adäquat abtransportieren. Zudem führte Starkregen insbesondere im Frühling zu teilweise verheerenden Hochwasserkatastrophen. Die angespülten Abfälle, teilweise auch Tierkadaver lösten daraufhin oftmals Epidemien, unter anderem die Pest aus.
Trotz der steigenden sanitären und gesundheitlichen Probleme bedurfte es einer Katastrophe für eine Behebung der Missstände. Diese trat im Februar 1830 durch einen großen Eisstoß ein, der die Donau überschwemmte, und in der Folge die Zuflüsse rückstaute und über die Ufer treten ließ. Resultat war eine verheerende Choleraepidemie, die 2.000 Menschen das Leben kostete. Noch in den 30er Jahren wurde daraufhin mit dem Bau zweier parallel zur Wien verlaufender Sammelkanäle begonnen. Zusätzlich begann nun die Kanalisierung der verjauchten Wasserläufe innerhalb des Linienwalls. So wurde zunächst ab 1837 der Ottakringerbach verbaut, 1840 bis 1845 folgte die Als, 1848 der Währingerbach. Mit der Ableitung des Döblinger Baches endete die erste Ausbaustufe 1850. Die Verbauung endete in der Regel jedoch am Linienwall, die umliegenden Gemeinden konnten derartige Bauprojekte nicht finanzieren. Dies änderte sich erst nach der Eingemeindung der Vororte, die 1890 beschlossen wurde. Erneut wurde ein gewaltiges Kanalisierungsprojekt in den nun neuen Stadtteilen durchgeführt. 1891 bis 1903 wurden 17 Millionen Kronen in den Ausbau von Entwässerungsanlagen investiert. Die Bäche der Vororte wurden in Bachkanäle bzw. Hauptsammelkanäle umgewandelt. Betroffen davon waren im Einzugsgebiet des Donaukanals insbesondere der Krottenbach, Nesselbach, Arbesbach, Dornbach sowie die noch offenen Teile von Als und Währinger Bach. Im Einzugsbereich der Wien waren dies wiederum Lainzer-, Ameis- und Ottakringer Bach. Bis zu Beginn des Ersten Weltkrieges wurde die Verbauung der Bäche immer weiter zur Stadtgrenze ausgedehnt.

## Leben im Untergrund

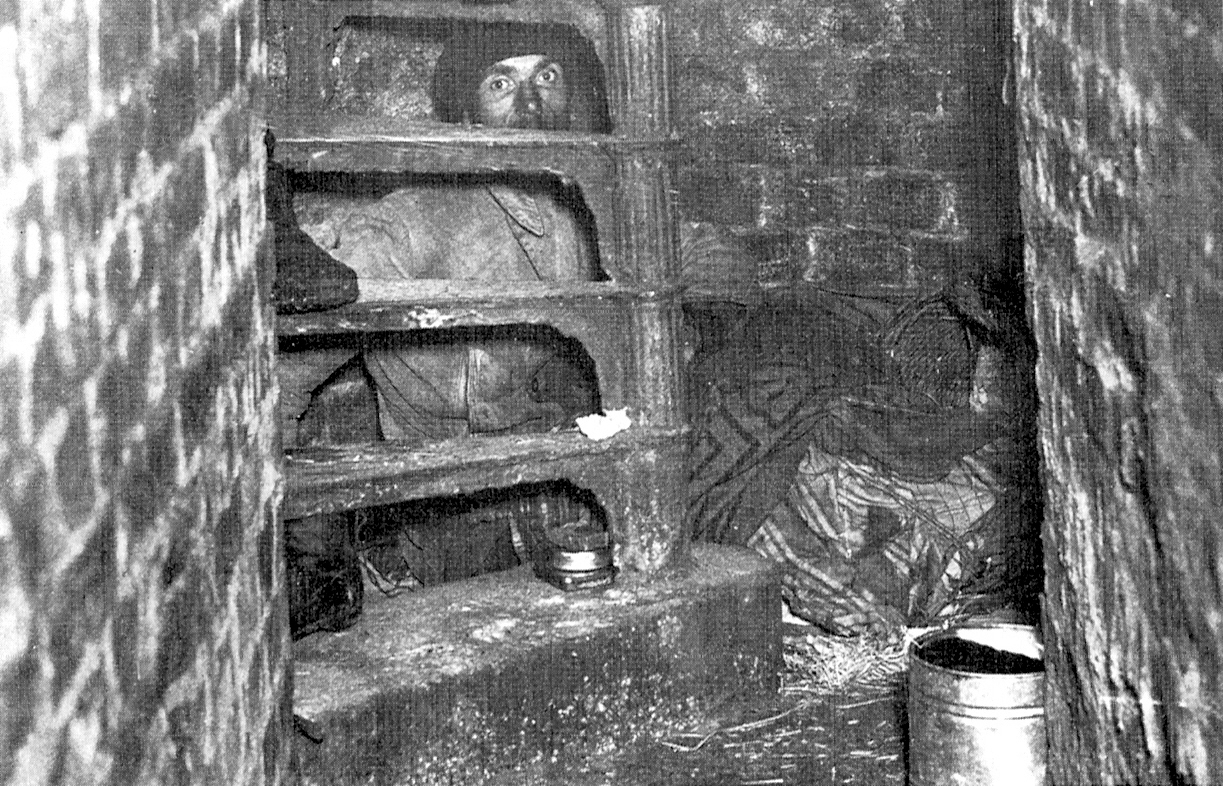
Obdachlosenunterschlupf in der Wiener Kanalisation um 1900.

Da die Fertigstellung der Wiener Kanalisation in die Zeit rasanten Wachstums der Stadt fiel, wo viele die erhoffte Arbeit nicht finden konnten, oder aus anderen Gründen obdachlos waren, entdeckte man bald die Zufluchtsmöglichkeit im Untergrund. Da die Kanalisation weitgehend begehbar ist, in den Hauptkanälen auch ungebückt, und die Kanalisation viele Verzweigungen und auch Kammern und Gänge aufweist, die auch bei Regen trocken bleiben, bot die Kanalisation für viele einen Unterschlupf, der vor allem in der kalten Jahreszeit Überlebensgrundlage war. In den 1910er Jahren wagten sich mit Max Winter und Emil Kläger zwei Journalisten zu den Strottern und Obdachlosen und begründeten mit ihren Berichterstattungen in den Zeitungen die Sozialreportage.
Als 1934 die Gemeinde Wien die „Kanalbrigade“ zur Vertreibung der illegalen Kanalbewohner ins Leben rief, ging deren Zahl rasch zurück. Abgesehen vom Zweiten Weltkrieg und der Nachkriegszeit, als auch zahlreiche Geheimagenten der Alliierten die Kanalisation der geteilten Stadt für sich zu nutzen wussten (woraufhin auch der berühmte Film Der dritte Mann entstand), ist die Kanalisation als Notunterkunft heute weitgehend unbedeutend. Hauptgrund dafür sind die zahlreichen Sozialeinrichtungen, deren Errichtung in der Zeit des „Roten Wiens“ fiel, als die Sozialdemokraten die Stadt regierten und zahlreiche soziale Projekte in Angriff nahmen. 
Die Kanalisation ist aber auch in jüngerer Zeit noch als Ausgangspunkt für Verbrechen verwendet worden: 1999 drangen Einbrecher vom Donaukanal aus in die Kanalisation ein und gruben von einem Abwasserkanal aus einen Gang bis in den Keller eines Gebäudes am Julius-Tandler-Platz. Dort durchbrachen sie eine Wand und erreichten so das Nachbargebäude. Durch die Kellerdecke konnten sie schließlich in den Verkaufsraum eines Juweliers gelangen und erbeuteten Schmuck im Wert von mehr als 2 Millionen Euro.

## Drehort und Tourismus

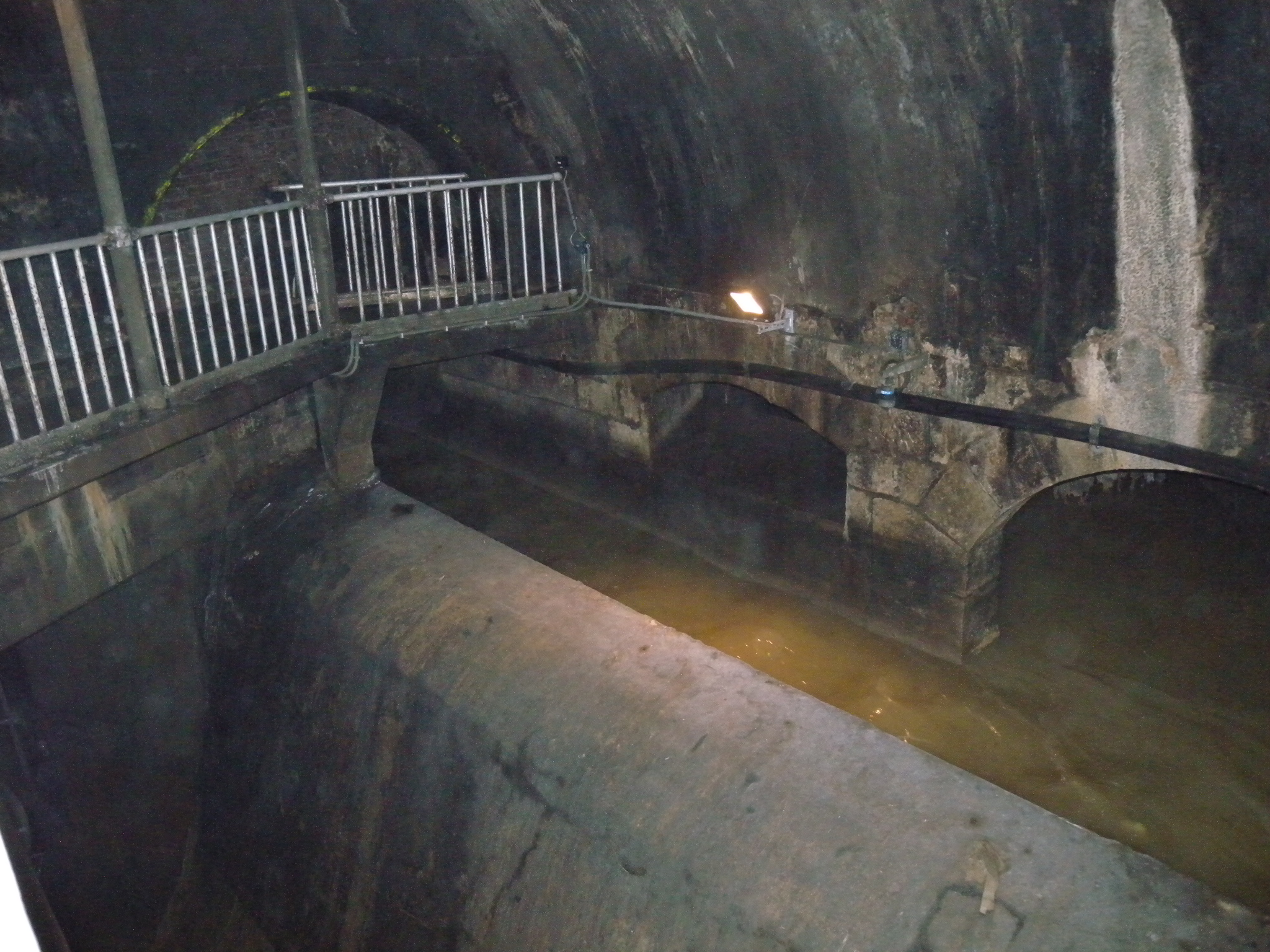
Die Kanalisation kann bei „3. Mann Touren“ besichtigt werden

Ausgelöst durch den weltberühmten Film Der dritte Mann und die gleichnamige Novelle wurde das unterirdische Wien zunächst für weitere Dreharbeiten interessant. Gelegentliche Führungen, die die MA 30 veranstaltete, bewiesen das Publikumsinteresse, dem sich auch private Veranstalter anschlossen.
1979 wurde der Film Das Geheimnis der eisernen Maske (englischer Originaltitel The fifth musketeer) unter der Regie von Ken Annakin mit Ursula Andress, Sylvia Kristel und Beau Bridges in Wien und Umgebung gedreht. Das Kanalnetz und der überwölbte Wienfluss stellten einen Geheimgang von Schloss Versailles (Schloss Schönbrunn) zur Bastille (Burg Kreuzenstein) dar und im Kanal kam es auch zum Zweikampf zwischen den beiden Zwillingsbrüdern Ludwig XIV. und Philippe. Einer der beiden stürzte schließlich in die reißenden Fluten des Ottakringer Baches und wurde abgetrieben.
1985 wurde ein Teil des Musikvideos zum Titel Jeanny des österreichischen Sängers Falco in der Wiener Kanalisation gedreht.
Ebenfalls in der Wiener Kanalisation spielte eine Folge der österreichischen Krimiserie Kottan ermittelt mit Lukas Resetarits, und „Kommissar Rex“ ermittelte in der 13. Folge („Unter den Straßen von Wien“) ebenfalls im Untergrund.
Nachdem es lange Zeit nur sporadisch möglich war, das Kanalnetz zu besichtigen, wurde am 1. Juni 1999 die Erlebniswelt Die Rückkehr des dritten Mannes eröffnet. Schauspielerische Einlagen unterbrechen dabei die Vermittlung von Wissen über die Geschichte der Kanalisation Wiens und der Arbeit der hier tätigen Beschäftigten Gerade noch rechtzeitig im Oktober 2002 wurde der 50.000. Besucher gezählt, denn wegen der im Frühjahr 2003 beginnenden Bauarbeiten am Wiental Kanal wurden die Führungen ab 1. November 2002 vorübergehend eingestellt.
Während dieser Pause wurde das Konzept überarbeitet und gemeinsam mit privaten Partnern eine sogenannte „3. Mann Tour“ entwickelt. Die MA 30 veranstaltet weiterhin ihre Führungen in den Untergrund, im Rahmen einer Stadtführung werden Originaldrehorte besucht, in Wien-Wieden kann das private „Dritte Mann Museum“ besucht werden und/oder im Burgkino der Film in englischer Originalfassung angesehen werden.
Wien Kanal zeigt im Rahmen seiner Kanalführung unterhalb des Esperanto-Parks nahe der Secession vor allem jene Überfallkammer, die bei den oben genannten Filmen – mit Ausnahme der Kottan-Folge – den Hauptdrehort bildete. Durch Aufnahmen aus den verschiedensten Blickwinkeln wurden immer wieder auf engem Raum Verfolgungsjagden und weite Fußwege durch das weitläufige Kanalnetz vorgetäuscht.
Die gelegentlichen privaten Kanalführungen haben hier keinen Zutritt und sind auf andere Kanalabschnitte beschränkt.
Anlässlich der zwischen 16. und 20. April 2008 erstmals in Wien abgehaltenen Criminale fanden auch zwei Lesungen in der Kanalisation statt.